# 杰拉尔德·曼利·霍普金斯
杰拉尔德·曼利·霍普金斯（英語：Gerard Manley Hopkins，1844年7月28日—1889年6月8日）是一名英国诗人、罗马天主教耶稣会神父, 畢業於倫敦大學哲學及神學專科學院,牛津大學貝利奧爾學院, 其故后在二十世纪的声誉，使他成为最负盛名的维多利亚诗人。他探索性地在诗歌的韵律中使用跳韵（sprung rhythm），以及意象的应用使他成为当时传统诗歌中的创新者。

## 生平
知名漢學家金璋（Lionel Charles Hopkins）是他的弟弟。